# Ministerstvo prací (Čína)
Ministerstvo prací (čínsky v českém přepisu kung-pu, pchin-jinem gōng bù, znaky 工部) či ministerstvo staveb, veřejných prací, veřejných staveb, byl v Číně od 6. do 19. století jeden z ústředních úřadů státní správy čínských států, jmenovitě říší Suej a Tchang, států období pěti dynastií, říší Sung, Ťin, Jüan, Ming a Čching.
Zodpovídalo za provádění veřejných staveb. Původně bylo částí kanceláře šang-šu, v říši Jüan a rané Ming (ve 13. a 14. století) náleželo pod kancelář čung-šu. Od roku 1380 se osamostatnilo a přímo podléhalo císaři.

## Historie
Ministerstvo vzniklo v říši Suej jako jeden ze šesti funkčních oddílů kanceláře šang-šu, součástí kanceláře šang-šu bylo i za pěti dynastií a v říši Sung. Po splynutí „tří kanceláří“ san-šeng (čung-šu šeng, men-sia šeng a šang-šu šeng) bylo v říši Jüan a zprvu i v říši Ming částí kanceláře čung-šu. Roku 1380 byla kancelář čung-šu zrušena a ministerstva, včetně ministerstva prací, se osamostatnila a nadále byla přímo podřízena císaři.
Odpovídalo za státní výstavbu, soupisy řemeslníků a dělníků pro státní službu, státní dílny a výrobny, míry a váhy, výrobu mincí, využití hor, jezer a bažin. Za Mingů a Čchingů ztratilo část vlivu ve prospěch agentur řízených palácovými eunuchy, provinčními koordinátory a místodržiteli. Obvykle bylo považováno za nejslabší ze šesti ministerstev. Někdy (za Jižní Sung a Jüan) bylo slučováno s ministerstvem trestů.
V čele stál ministr šang-šu (čínsky pchin-jinem shàng shū, znaky 尚書), který měl za Tchangů hlavní třetí hodnost (v systému devíti hodností), vedlejší druhou za Sungů, hlavní třetí za Ťinů, Jüan a do 1380 Mingů, hlavní druhou po 1380 za Mingů a Čchingů, vedlejší první za Čchingů po 1730. V říši Čching byl jedním ministrem Mandžu a druhým Číňan. Pomáhali mu dva náměstci ministra š'-lang (čínsky pchin-jinem shì láng, znaky 侍郎).
Dělilo se na odbory (司, s’) a/nebo sekce (科, kche). V čele odboru stál ředitel lang-čung (郞中). Za Suejů a Tchangů se skládalo ze čtyř odborů:
- veřejných prací (工部司, kung-pu-s’);
- státních farem (屯田司, tchun-tchien-s’);
- lesů (虞部司, jü-pu-s’);
- vodních cest (水部司, šuej-pu-s’).[4]

Za Mingů se dělilo na odbory
- staveb (營膳淸吏司, jing-šan-čching-li-s’);
- lesů a řemesel (虞衡淸吏司, jü-cheng-čching-li-s’);
- zavlažování a dopravy (都水淸吏司, tu-šuej-čching-li-s’);
- státních farem (屯田淸吏司, tchun-tchien-čching-li-s’).[4]

Kromě ministerských útvarů řídilo množství skladů, zásobovacích agentur, manufaktur, zbrojovek a dolů.
Kromě ministerstva v hlavním městě říše (Nankingu, od roku 1421 Pekingu), existovalo v mingské době i paralelní ministerstvo prací ve vedlejším hlavním městě (v letech 1402–1421 Pekingu, od 1421 v Nankingu). Ministerstvo ve vedlejší metropoli mělo stejnou strukturu, avšak méně úředníků, Jeho pravomoc se vztahovala na vedlejší metropoli a metropolitní oblast.